# Saltvatteninträngning

Schematisk bild av Ghyben-Herzberg-relationen mellan saltvatten och färskvatten i marken.

Saltvatteninträngning är ett fenomen som inträffar när saltvatten av olika skäl tränger in i en akvifär och förorenar grundvattnet. Det inträffar oftast i kustnära brunnar under torrperioder då tillförseln av grundvatten är låg, men kan också inträffa i närheten av kanaler med havsvatten som kan tränga ut och förorena grundvattnet.
I Sverige finns ett flertal platser som en gång har befunnits under havsvattenytan och som har torrlagts av landhöjningen där saltvatten finnas inlagrat i marken under grundvattnet. Borrar eller gräver man för djupa brunnar i dessa områden så kan det föreligga risk för att dricksvattnet blir försaltat.
Denna sorts problem med saltvatten i vattnet på grund av att man gräver eller borrar en brunn för djupt avhjälps antingen med en teknisk eller hydrologisk lösning. Exempel på tekniska lösningar kan vara att man sätter en plugg av cement nederst i sin brunn, då hindrar man saltvattnet från att tränga upp.
Saltvatteninträngningen blir inte heller lika allvarlig därför att man endast kontaminerar sin egen brunn med saltvatten, man förstör inte hela vattentäkten.
Saltvatteninträngning kan också ske när uttaget av grundvatten överstiger nyproduktionen av grundvatten under en längre tid. Denna form av saltvatteninträngning är mycket allvarligare då den inte bara förorenar det egna drickvattnet utan även kan få hela området förorenat av saltvatten.
Överutnyttjar man grundvattenakviferen i området, alltså att uttaget av grundvatten överstiger nyproduktionen så kommer detta att leda till att det tryck som sötvattnet utgör sänks. Detta leder till att saltvatten tränger upp och förorenar akviferen. Följden av detta är att vattnet i området inte längre kommer att duga till dricksvatten.
För att förhindra att grundvattenutaget blir för stort krävs en kunskap om hur stor grundvattentillgången i området är, samt vilka risker som föreligger om uttaget i vattentäkten överskrider nyproduktionen av vatten.
Gällande tunnlar så medför saltvatteninträngning en korrosiv påverkan på tunnlarnas material.